# Brodnica
Brodnica este un oraș în Polonia.

## Legături  externe
- pl  Brodnica